# Стивенс-Виллидж (аэропорт)
Аэропорт Стивенс-Виллидж (англ. Stevens Village Airport), (ИАТА: SVS, FAA LID: SVS) — государственный гражданский аэропорт, обеспечивающий авиационные перевозки района Стивенс-Виллидж (Аляска), США.

## Операционная деятельность
Аэропорт Стивенс-Виллидж расположен на высоте 100 метров над уровнем моря и эксплуатирует одну взлётно-посадочную полосу:
- 5/23 размерами 1219 x 23 метров с гравийным покрытием.

За период с 31 декабря 2004 по 31 декабря 2005 года Аэропорт Стивенс-Виллидж обслужил 750 операций по взлётам и посадкам самолётов (в среднем 62 операции в месяц), из которых 67 % пришлось на рейсы авиации общего назначения и 33 % — на рейсы аэротакси.